# Préfecture de l'Avé
La préfecture de l'Avé est une préfecture de la Régio Maritime au Togo en Afrique de l'Ouest. Son chef-lieu est Kévé.

## Géographie
Elle est située à l'ouest du Togo, entre la préfecture d'Ogou au nord, la préfecture du Zio à l'est, le Ghana à l'ouest et la préfecture du Golfe, au sud. Elle s'étend entre 0°6’ et 1°10’ de longitude Est, ainsi qu'entre 6°27’ et 6°78’ de latitude Nord et couvre une superficie d’environ 105 192 ha. Elle est subdiviée en deux communes ( Avé 1 et Avé 2)

## Démographie
Sa population estimée 111 214 habitants, selon les résultats définitifs du RGPH-5 de novembre 2022. La population de l'Avé est en grande partie rurale.

## Cantons
Elle est constituée de neuf cantons, à savoir :
1. Canton de Kévé
2. Canton d’Assahoun
3. Canton de Badja
4. Canton d’Aképé
5. Canton de Zolo
6. Canton de Noépé
7. Canton de Tovégan
8. Canton d’Ando
9. Canton de Edji

## Climat
La préfecture de l'Avé est soumise à un climat tropical guinéen, marqué par deux périodes sèches et deux périodes pluvieuses de durées variables. La pluviométrie annuelle dans cette région fluctue entre 1100 mm et 1200 mm.

## Économie
La principale ressource est l'exploitation des bois tropicaux : tecks et acajous principalement. Les plantations de café sont fréquentes dans la préfecture. Les champs de coton complètent les ressources agricoles. Les femmes sont impliquées dans les activités de production et de commerce.